# Alexander Zahlbruckner
Alexander Zahlbruckner (31. května 1860, Svätý Jur – 8. května 1938, Vídeň) byl rakouský botanik, který se specializoval na studium lišejníků. Jeho dědeček, Johann Babtist Zahlbruckner, byl také botanik.
V letech 1878 až 1883 studoval na Vídeňské univerzitě, kde mezi jeho učitele patřili Anton Kerner von Marilaun a Julius Wiesner. Poté působil jako asistent Günthera Becka von Mannagetta und Lerchenau v Přírodovědném muzeu ve Vídni, kde se stal pomocným kurátorem (1897), později kurátorem (1899) a hlavním kurátorem (1912). Od roku 1918 až do svého odchodu do důchodu v roce 1922 byl ředitelem botanického oddělení tohoto muzea. Od roku 1920 byl členem Maďarské akademie věd. V důchodu pokračoval ve studiu v oboru lichenologie.
Byl generálním tajemníkem Mezinárodního botanického kongresu v roce 1905, který se konal ve Vídni. Zahlbruckner je autorem katalogu všech názvů lišejníků v publikaci Catalogus lichenum universalis, který byl vydán v deseti svazcích (1922 – 1940). Publikoval také regionální práce o lýkožroutech střední Afriky, Jižní Ameriky, Číny, Velikonočního ostrova, Ostrovů Juana Fernándeze, Dalmácie, Tchaj-wanu, Japonska, Jávy a Samoy.
V roce 1910 na počest Zahlbrucknera pojmenoval botanik Albert William Herre rod hub Zahlbrucknera (později Zahlbrucknerella).

## Publikace
Catalogus lichenum universalis . (Leipzig, Gebrüder Borntraeger, New York, Johnson Reprint Corp., 1922–1940).